# Mangmoom Card
Mangmoom Card (тайск. - บัตรแมงมุม, рус. - паук) — электронная система платежа в транспортной системе Бангкока во второй декаде двадцать первого века.

## Предпосылки
К моменту начала воплощения проекта Mangmoom действовали несколько независимых платежных инструментов на разных видах общественного транспорта: Rabbit Card принадлежащая BTS Group работала только на линиях BTS Skytrain и Bangkok BRT, карта MRT Plus  выпускалась MRTA и действовала на линии MRT Purple Line, на линии MRT Blue line действовала карта MRT выпускавшаяся компанией BEM. На линии ARL действовали собственные карты Smart Pass. На автобусах, подведомственных BMTA действовали отдельные недельные и месячные проездные билеты.
Идея внедрения единого платежного инструмента для разных видов транспорта в Бангкоке возникла в правящих кругах Таиланда в 2007 году.

## Разработка проекта
В 2015 году был Департаментом планирования Министерства Транспорта Таиланда был объявлен конкурс дизайна единой платежной карты. Победителем был объявлен дизайн Worathicha Aneksittichon.
Предполагалось, что создаваемая система будет использоваться и в качестве удостоверения для льготного проезда определенных категорий граждан.
Изначально запуск карты был запланирован на август 2016 года, но был отложен на 2018 год, так как Департаменту планирования нужно было больше времени, чтобы соединить системы платежа разных транспортных сетей. В ноябре 2016 года министр транспорта Аркхом Термпиттаяпайсит сообщил, что карта будет действовать на системах BTS Skytrain, MRT и Airport Rail Link с середины 2017 года.
В апреле 2017 было сообщено, что организация MRTA назначена ответственной за новую платежную систему, Airport Rail Link и некоторые другие железнодорожные сервисы присоединятся в середине года, автобусы и MRT Purple line — в октябре 2017, и ещё позже BTS Skytrain и MRT Blue Line. В октябре 2017 года запуск был снова перенесён на середину 2018, но только на автобусах и Airport Rail Link.

## Реализация
В июне 2018 года был объявлен запуск карты 23 числа того же месяца, начиная с выдачи 200 000 карт пассажирам линий MRT Blue Line и MRT Purple Line, а с октября Airport Rail Link.
В сентябре 2018 года было объявлено о том, что запуск карты на Airport Rail Link будет отложен до конца года, а на автобусах BMTA до марта 2019. Однако планам не было суждено сбыться.

## Закрытие проекта
Операторы линий MRT и ARL не смогли прийти к единому мнению по учету и разделу платежей осуществленных по карте Mangmoom. В результате линия ARL так и не присоединилась к проекту.
В 2019 году была предпринята попытка реализации автоматизации платежей в автобусах. Однако оборудование, установленное частной компанией на 2600 автобусов оказалось неработоспособным. Прием платежей по карте Mangmoom не удалось наладить. От проекта Mangmoom для проезда в автобусах отказались.
Тотальное распространение банковских карт и стремление властей Таиланда к внедрению EMV совместимых систем в общественном транспорте привело к ненужности использования отдельной дополнительной карты для оплаты проезда, наподобие Mangmoom.